# Bangladesz na Mistrzostwach Świata w Lekkoatletyce 2009
Bangladesz na Mistrzostwach Świata w Lekkoatletyce 2009 – reprezentacja Bangladeszu podczas czempionatu w Berlinie liczyła tylko 1 członka, który wystąpił w biegu na 100 metrów.

## Występy reprezentantów Bangladeszu

### Mężczyźni
- Bieg na 100 m
  - Mohamed Musudul Karim z wynikiem 11,32 ustanowił swój najlepszy rezultat w sezonie i zajmując 78. miejsce w eliminacjach nie awansował do kolejnej rundy